# Place du 8-Mai-1945 (La Courneuve)
Pour les articles homonymes, voir Place du 8-Mai-1945.
La place du 8-Mai-1945 est un des carrefours principaux de cette ville.

## Situation et accès

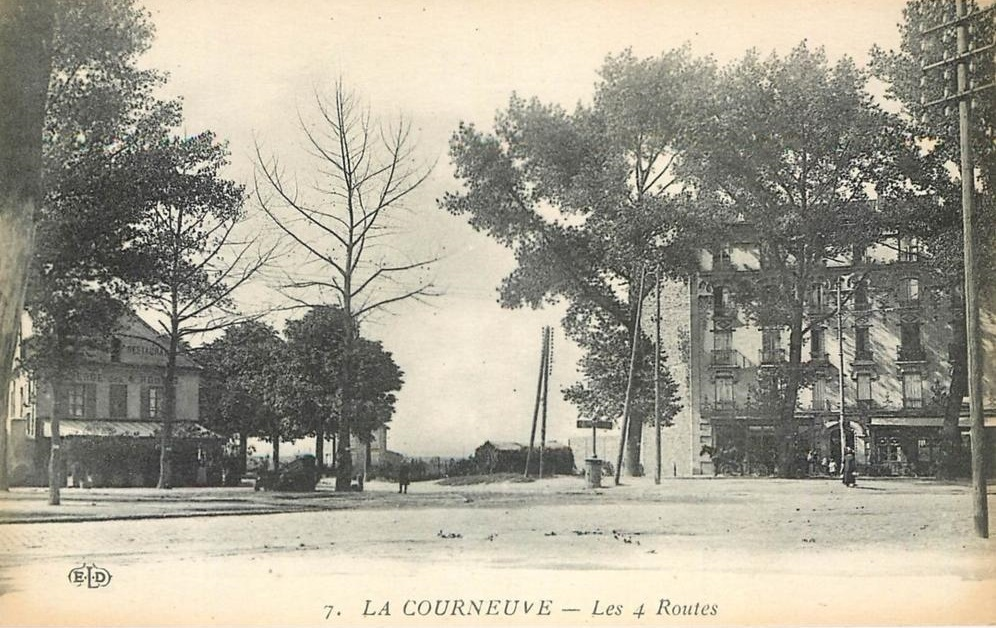
Les Quatre-Routes. L'immeuble à droite de l'avenue Jean-Jaurès est toujours présent et visible dans la photographie contemporaine. La maison à gauche a hélas disparu.

Placée sur le grand chemin qui menait à l'abbaye de Saint-Denis, cette place marque l'intersection d'axes importants :
- l'avenue Paul-Vaillant-Couturier, sur le tracé de la route nationale 2, ancienne route de Flandre ;
- l'avenue Lénine, vers Bobigny ;
- l'avenue Jean-Jaurès, vers Saint-Denis.

Ce carrefour est desservi par :
- la station de métro La Courneuve - 8 Mai 1945, inaugurée le 6 mai 1987, rénovée en 2005 ;
- le tramway T1, depuis le 6 juillet 1992. La station est rénovée en 2016[3].

## Origine du nom
Cette place commémore les actes de capitulation du Troisième Reich en 1945, qui marquent la fin de la Seconde Guerre mondiale.

## Historique

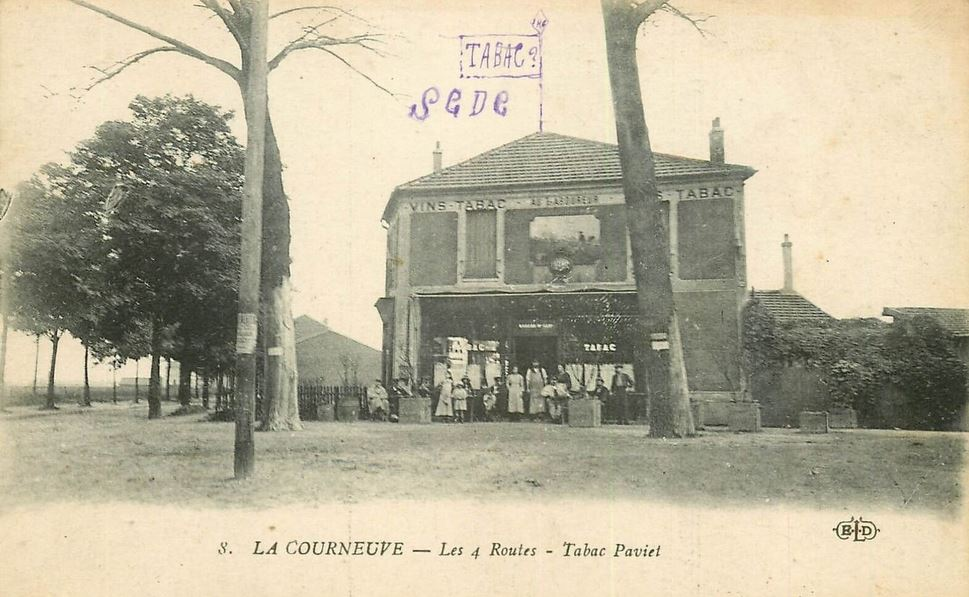
Les Quatre-routes, le Tabac Paviet. Le bar-tabac à l'angle de l'avenue Lénine existe toujours, à l'enseigne : Brasserie des Quatre-Routes.

## Bâtiments remarquables et lieux de mémoire

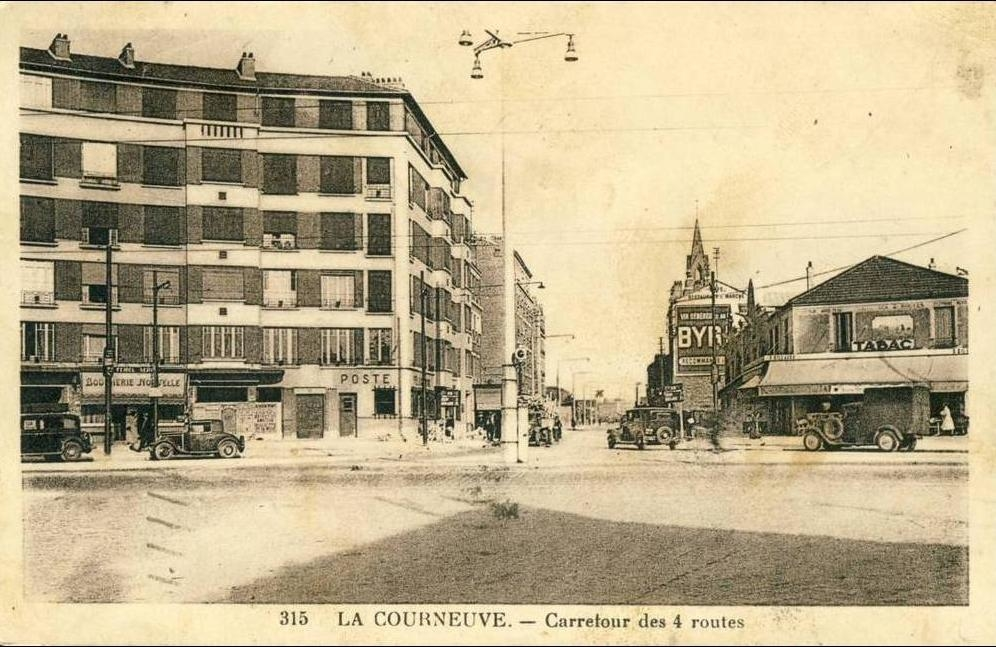
La Courneuve, place du 8-Mai-1945.

- Église Saint-Yves des Quatre-Routes de La Courneuve
- Marché des Quatre-Routes[4], le troisième de la région parisienne[5]. Dans le cadre d'une opération d'urbanisme menée par la SEM, des habitats anciens sont détruits[6], et l'îlot du Marché, combinant une nouvelle halle, des commerces et des habitats, est construit de 2016 à 2018.